# Jezioro Długie (powiat sulęciński)
Długie (Wąskie, Szumite) – jezioro w województwie lubuskim, w powiecie sulęcińskim, w gminie Sulęcin, pomiędzy jeziorami Ostrowicko i Trzcinno. Powierzchnia jeziora to 7,2 ha. Jezioro znajduje się na terenie wędrzyńskiego poligonu wojskowego i jest w dyspozycji MON.